# Steve Toussaint
Pour les articles homonymes, voir Toussaint (homonymie).
Steve Toussaint est un acteur britannique né le 22 mars 1965 à Birmingham en Angleterre.

## Filmographie

### Cinéma
- 1995 : Hooligans : le fan de Shadwell
- 1995 : Judge Dredd : le chef de l'équipe de chasseurs
- 1995 : You'll Soon Get the Hang of It: The Technique of One to One Training : le caméraman
- 2000 : Circus : Black
- 2001 : Dog Eat Dog : Darcy
- 2002 : The Perfect Moment : le présentateur du journal
- 2003 : Le Purificateur : le détective de New York
- 2005 : Shooting Dogs : Roland
- 2007 : Vol d'enfer : Colonel Ratcher
- 2007 : Roadblock : Sergent Garret Young
- 2008 : Mutant Chronicles : Capitaine John McGuire
- 2008 : Broken Lines : Physio
- 2010 : Prince of Persia : Les Sables du Temps : Seso
- 2012 : A Doll's House : Dr Rank
- 2014 : Asylum : Powell
- 2014 : Darkness
- 2015 : Point Break : le directeur du département du FBI
- 2016 : A Viable Candidate : Sylvan Bradshaw
- 2018 : Forgive Me, Father : Père Matthew
- 2019 : Masters of Love : le père

### Télévision
- 1994 : The Memoirs of Sherlock Holmes : Steve Dixie (1 épisode)
- 1994-2000 : The Knock : Barry Christie (37 épisodes)
- 1994-2005 : The Bill : Nick Austin (11 épisodes)
- 1998 : Macbeth : Lennox
- 1999 : Jack of Hearts : Joe (5 épisodes)
- 1999 : Casualty : Martin Devern (1 épisode)
- 1999-2009 : Holby City : Charles Harrison, Sean Horton et Martin Devern (4 épisodes)
- 2002 : Meurtres en sommeil : Charlie Bellows (2 épisodes)
- 2002-2010 : Doctor Crush : D.I. Mike Trent et Tom Dumasai (16 épisodes)
- 2003 : La Loi de Murphy : Sammy (1 épisode)
- 2003 : Rosemary and Thyme : D.I. Scott (1 épisode)
- 2004 : Family Affairs : Caleb Andrews (3 épisodes)
- 2004 : My Dad's the Prime Minister : le secrétaire du transport (7 épisodes)
- 2005 : Broken News : Adam Lockwood (6 épisodes)
- 2007-2008 : Les Experts : Miami : Juge Hugo Kemp (3 épisodes)
- 2007-2014 : Affaires non classées : Richard Parkwood et le pasteur Funmi Lambo (4 épisodes)
- 2009 : Flics toujours : Grant Lindon (1 épisode)
- 2010 : Skins : Père Babajide (1 épisode)
- 2010 : MI-5 : Felix Osuba (1 épisode)
- 2014 : Line of Duty : Ray Mallick (3 épisodes)
- 2014 : Scott and Bailey : Will Pemberton (4 épisodes)
- 2015 : DCI Banks : Michael Osgood (2 épisodes)
- 2015 : Toutânkhamon : Le Pharaon maudit : le roi Tushratta (3 épisodes)
- 2015 : Inspecteur Lewis : Joseph Moody (6 épisodes)
- 2016 : Inspecteur Barnaby : Victor Campbell (1 épisode)
- 2016 : Grantchester : Dicky Evans (1 épisode)
- 2016 : Berlin Station : Benjamin Taylor (3 épisodes)
- 2017 : Fortitude : Lamont Bailey (2 épisodes)
- 2017 : Upstart Crow : Otello (1 épisode)
- 2018 : Meurtres au paradis : Steadman King (1 épisode)
- 2018 : Molly, une femme au combat : Roger Mendez (2 épisodes)
- 2018 : Pine Gap : Ethan James (6 épisodes)
- 2019 : Deep Water : Adam (3 épisodes)
- 2020 : Doctor Who : Feekat (1 épisode)
- 2020 : In the Long Run : Charles Lander (3 épisodes)
- 2020 : Small Axe : Kenneth Logan (1 épisode)
- 2021 : It's a Sin : Alan Baxter (2 épisodes)
- 2021 : Before We Die : Kane (3 épisodes)
- Depuis 2022 : House of the Dragon : Lord Corlys Velaryon

### Jeu vidéo
- 2018 : Jurassic World Evolution : George Lambert
- 2018 : World of Warcraft: Battle for Azeroth
- 2021 : Jurassic World Evolution 2